# Amir Haddad
Laurent Amir Khlifa Khedider Haddad, noto semplicemente come Amir Haddad o Amir (in ebraico לורן עמיר חליפה חדידר חדד‎?; Parigi, 20 giugno 1984), è un cantante francese con cittadinanza israeliana.
Ha rappresentato la Francia all'Eurovision Song Contest 2016 con il brano J'ai cherché.

## Biografia
Amir è nato nel XII arrondissement di Parigi ed ha origini ebreo-tunisine da parte di padre e ebreo-marocchine da parte di madre. Ha vissuto a Sarcelles fino agli 8 anni, quando è emigrato coi genitori a Herzliya, in Israele. Dopo il servizio militare obbligatorio, ha studiato odontoiatria all'Università Ebraica di Gerusalemme, laureandosi nel 2012.

## Carriera musicale
Amir ha cominciato da bambino cantando nelle sinagoghe e alle feste. Nel 2006 ha partecipato alla quarta stagione del reality show Kokhav Nolad, diventando il primo concorrente in gara a cantare in lingua francese.
Pur non vincendo, continua a cantare e a esibirsi, collaborando con artisti come Shlomi Shabat, Eyal Golan e Gad Elbaz, e il 23 maggio 2008 si è esibito assieme al cantante francese Patrick Bruel di fronte a 8000 spettatori.
Nel 2011 pubblica il suo primo album, Vayehi, che include una versione in ebraico della canzone J'te l'dis quand même di Bruel e una cover di Désenchantée, dell'artista francese Mylène Farmer. La versione di Amir  è stata prodotta da Offer Nissim.
Nel 2014 prende parte alla terza stagione della versione francese del programma The Voice, entrando nel gruppo di Jenifer. In quell'occasione, Amir finisce al terzo posto col 18% dei voti, mentre a vincere è Kendji Girac, col 51%.

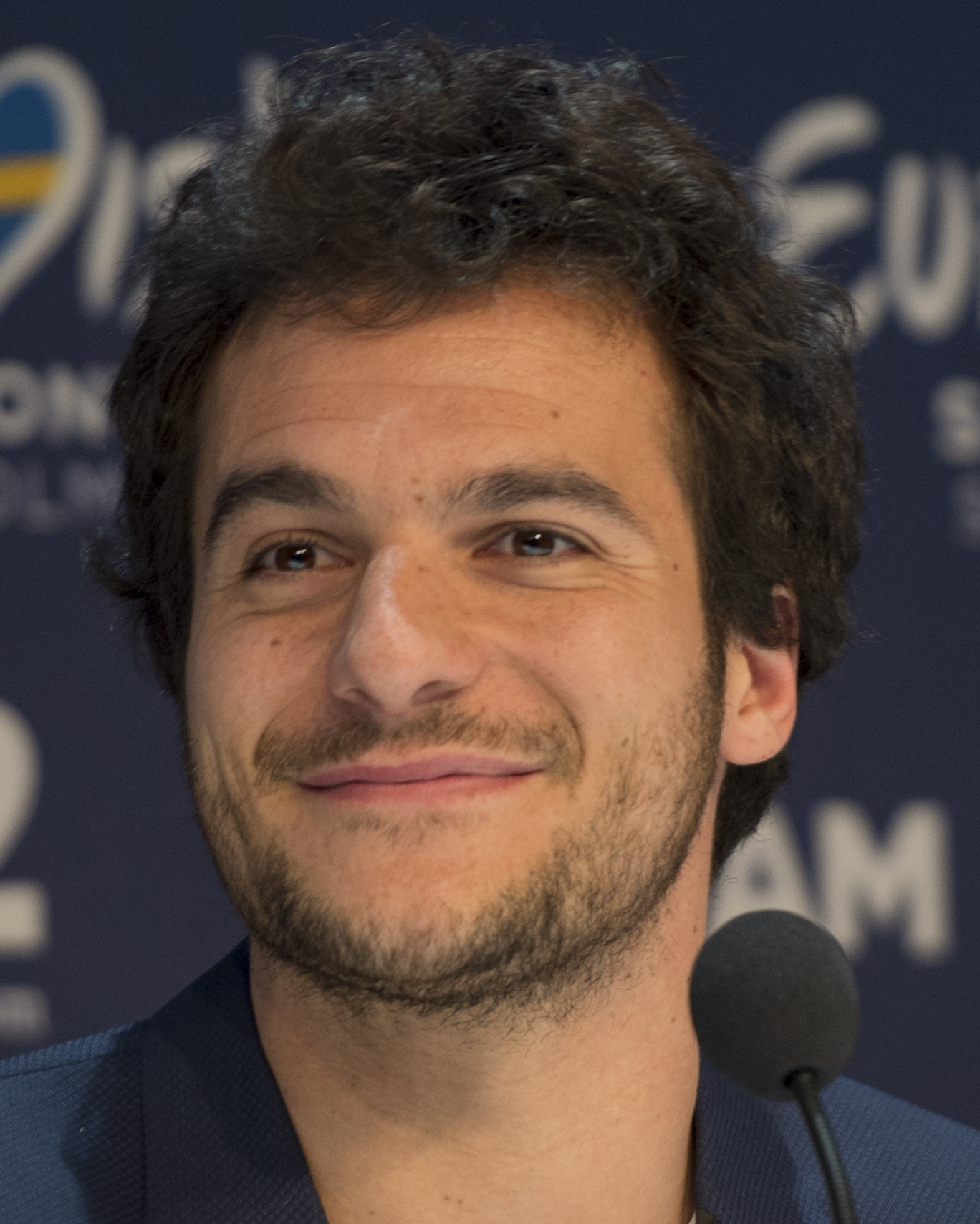
Amir Haddad alla conferenza dell'Eurovision Song Contest 2016.

Nel 2015 pubblica il singolo Oasis con lo pseudonimo Amir, e nel 2016 viene scelto per rappresentare la Francia all'Eurovision Song Contest 2016 con la canzone J'ai cherchè.

## Vita privata
Il 7 luglio 2014 Amir si è sposato con Lital.

## Discografia

### Album in studio
- 2011 – Vayehi
- 2016 – Au cœur de moi
- 2017 – Addictions
- 2020 – Ressources

### Singoli
- 2015 – Oasis
- 2016 – J'ai cherché
- 2016 – On dirait
- 2017 – Au cœur de moi
- 2017 – No Vacancy (OneRepublic feat. Amir)
- 2017 – États d'amour
- 2018 – Les rues de ma peine
- 2019 – 5 minutes avec toi
- 2019 - Si on n'aime qu'une fois/I lexi s'agapo (feat. Nikos Vertis)